# Nils Johan Ekdahl
Nils Johan Ekdahl, född 27 april 1799 i Fågeltofta socken (nuvarande Tomelilla kommun) i Skåne, död 20 december 1870 i Stockholm, var en svensk präst och kulturhistoriker. Som samlare och utgivare av historiska handlingar, bland annat medeltida pergamentsbrev, blev han populärt kallad "kalvskinnsprästen". 

## Biografi
Ekdahls far Jöns Nilsson var ladufogde. År 1820 blev Ekdahl student vid Lunds universitet, och efter teologiska studier vid Lunds universitet prästvigdes han 1823. År 1825 kom Ekdahl som informator till Stockholm, där han även fick anställning som pastorsadjunkt. Genom dåvarande riksantikvarien, Johan Gustaf Liljegren, fick han samtidigt uppdraget att göra forskningsresor inom Sverige för Vitterhetsakademiens räkning. 
Ekdahl började med en resa till Gotland 1826, då han bland annat utförde de första dokumenterade utgrävningarna på öns största gravfält, Barshalder. Under åren 1827–1830 avverkade han alla svenska landskap norr om Dalälven, från kusten till fjällen. Under dessa resor insamlade han bland annat omkring 1200 pergamentsbrev och ett antal runstavar, upptecknade folksagor och traditioner samt ritade av fornminnen, historiska minnesmärken och medeltida kyrkor. Redan 1831 försökte han genom Vitterhetsakademien att ge ut sin reseskildring, men fick svaret: "att den er 'förkommen', såsom stridande mot Berzelii åsigter och ej tillhörande akademiens område". Först 1865 kom skriften med namnet Vattuminskningen i norra polartrakterna, dess orsaker och dess följder i tryck.
Vid hemkomsten 1830 blev Ekdahl amanuens i Kungliga Samfundet för utgivande av handskrifter rörande Skandinaviens historia. Han fick då ett stipendium för en resa till Norge. Där skulle han efterforska gamla jämtländska handlingar samt undersöka skrifter rörande Kristian II:s historia som nyss kommit till Kristiania från München. Efter att ha rapporterat till samfundet angående skrifterna fick Ekdahl 1832 i uppdrag att, som Sveriges befullmäktigade i Kristiania, delta i sorteringen och delningen av Kristian II:s arkiv. Detta arbete avslutades 1836, då Ekdahls arvode indrogs och han uppmanades att lämna tillbaka alla handlingar. Han skall enligt samtida källor då ha "tröttnat", kanske beroende på att hans uppdrag "af norska vederbörande ingalunda underlättades". Från arkivmaterialet sammanställde och utgav Ekdahl Christiern II:s arkiv. I. Handlingar rörande Severin Norby, 1–3 (1835–36). År 1831 blev Ekdahl utnämnd till bataljonspredikant vid Svea livgarde, och 1838 erhöll han av Karl XIV Johan Adolf Fredriks regalt patronella pastorat i Stockholm. Trots många påminnelser och åtgärder både av justitiekanslern och överståthållaren blev Ekdahls arbete med de norska handlingarna inte slutfört förrän år 1846. Under tiden hade han 1842 utgivit ett "Bihang", innehållande akter ur svenska Riksarkivet samt Stockholms rådhusrätts arkiv.
Ekdahl var även socialt engagerad genom åtgärder "till fromma för sedligheten och fattigvården" i sin församling, dels som statsrevisor, 1841 och 1845, och dels som medlem i direktionen för Allmänna barnhuset i Stockholm. Enligt sin samtid beskrivs han av vissa som "bråkig" då han "ivrade" för rättmätiga syften och "sällan visade det lugn som höfves". År 1850 åtalades Ekdahl för att, mot giftomans förbud, ha "med vigsel fullbordat" ett redan förut faktiskt bestående äktenskap. Han blev avsatt från sin tjänst, men straffet ändrades med hemställan från Högsta domstolen till sex månaders suspension. Ekdahl kom senare att skriva om straffet i skriften Några data ur en 13-årig ämbetsverksamhet till förklaring af en 6 månaders ofrivillig overksamhet. En skrift med titeln Om osedligheten i Stockholm utgavs vidare 1866. Genom att trycka en broschyr med titeln Norska frågan (1860) uppträdde Ekdahl även som politisk skriftställare. Mot slutet av sitt liv var han också verksam som demokratisk folktalare i egenskap av åklagare mot Nils Ignell.